# Trithemis pruinata
Trithemis pruinata é uma espécie de libelinha da família Libellulidae.
Pode ser encontrada nos seguintes países: Camarões, República Democrática do Congo, Costa do Marfim, Gabão, Gana, Guiné, Quénia, Nigéria, Tanzânia, Togo, Uganda e Zâmbia.
Os seus habitats naturais são: florestas subtropicais ou tropicais húmidas de baixa altitude e rios.